# Дом Толчёнова

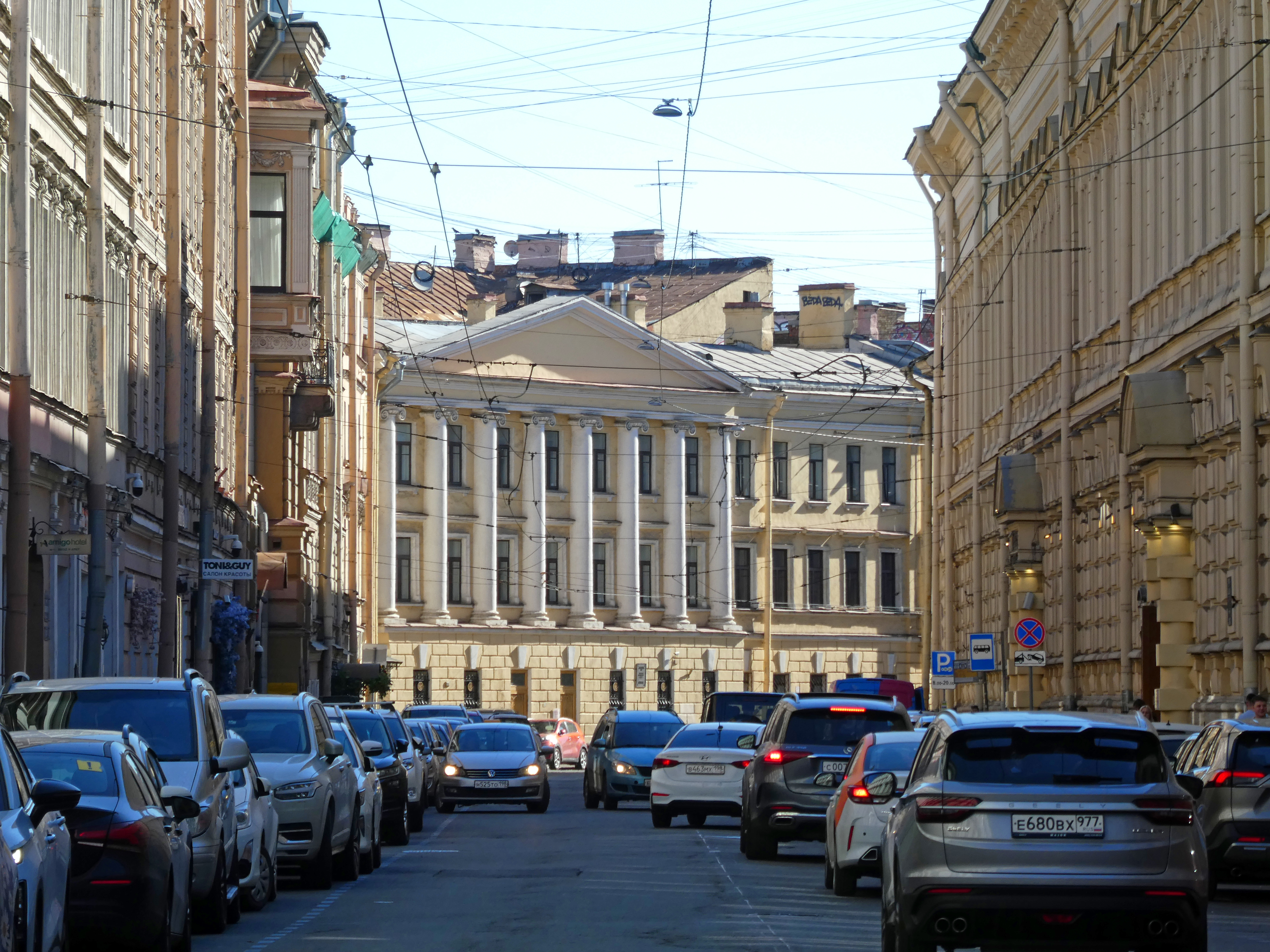
Замыкание перспективы Казанской улицы домом Толчёнова

Дом Толчёнова (дом Варварина, дом Шуппе) — памятник архитектуры. Расположен в Санкт-Петербурге, современный адрес дома — Казанская улица, 18, набережная канала Грибоедова, 41.
У участка, на котором построен дом, сложная конфигурация из-за излома улицы. Узкий внутренний двор формируют жилые корпуса.
Архитектор дома неизвестен. Фасад, выходящий на Казанскую улицу, украшен восемью полуколоннами ионического ордера, которые объединяют два верхних этажа; сверху них расположен треугольный фронтон. Этот портик создаёт конец перспективы улицы с Невского проспекта. Боковые крылья украшены мало, завершены ризалитами, окна ризалитов на втором этаже оформлены пилястрами.

## История
На Казанской улице Ивану Варварину принадлежало несколько домов. На данном участке стояло два дома, оба были доходными. С 1822 года дом по Казанской носил номер 43, потом до 1860-х годов — 15, с конца XIX века — 18. В первой половине XIX века указывался просто как «дом Варварина», иногда с уточнением «близ ломбарда». Здание по каналу Грибоедова в 1820—1830-х носило номер 34.
С середины XVIII века до 1802 года выходивший на канал Грибоедова участок с деревянными и каменными строениями принадлежал Ивану Максимовичу Шапошникову. В доме почти 40 лет находился Съезжий двор Адмиралтейской части. Иван Фёдорович Варварин приобрёл участок в 1802 году.

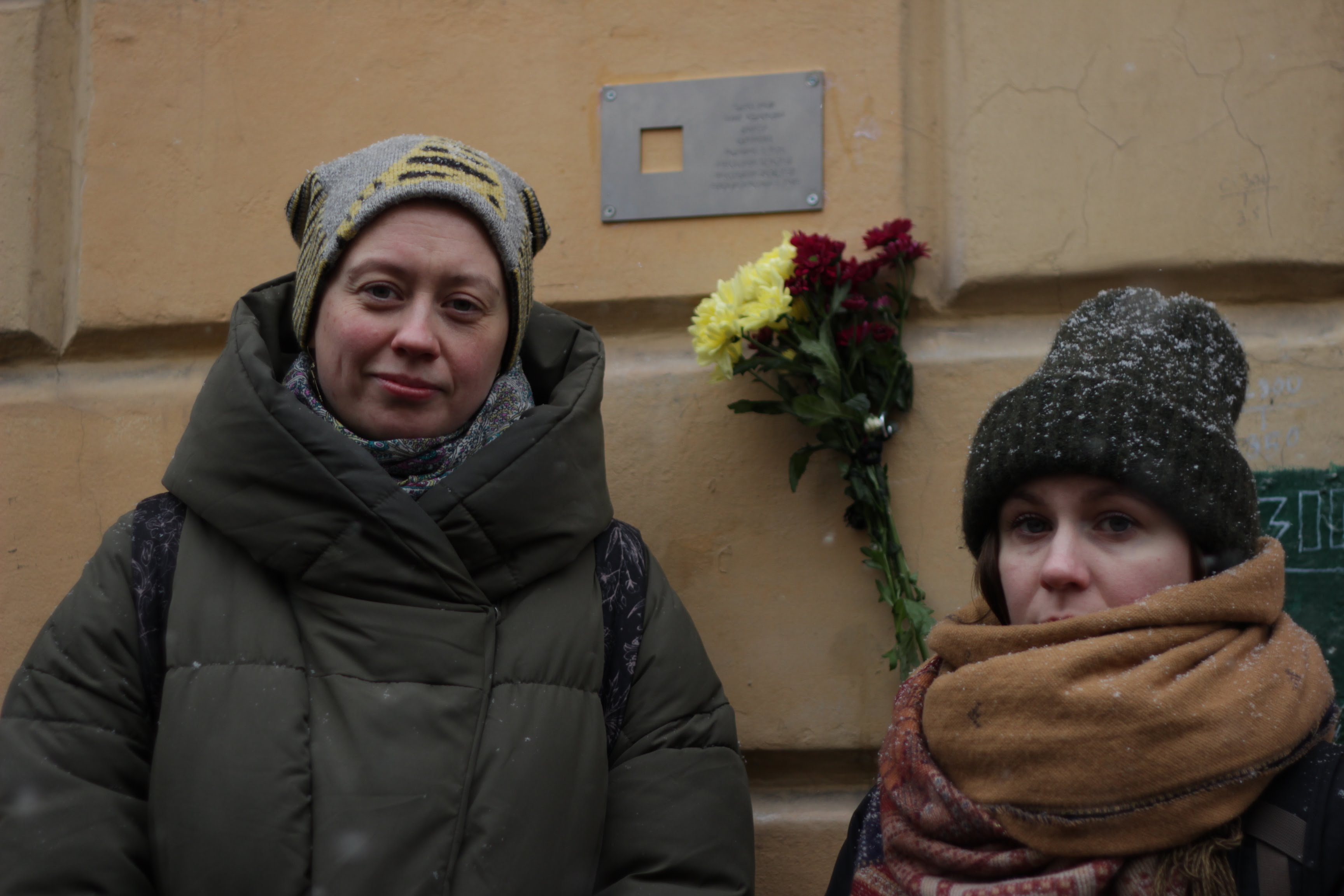
Установка мемориального знака Последнего адреса

В доме с 9 ноября 1824 года и по 25 января 1825 года жил Адам Мицкевич. С осени 1835 года «в доме Варварина у Казанского собора» жил Николай Иванович Пирогов. Недолгое время, до середины 1842 года, здесь снимал квартиру М. И. Глинка. В 1854 году арендаторами были И. Г. Шультце и Л. Ван-Доллен, в 1867 году - Генрих Иванович Стелли и, вероятно, его жена Амалия Стелли.
С 1895 и до 1917 года домом владел Григорий Константинович Толчёнов.
В 1915 году 8-я Санкт-Петербургская артель ювелиров указывает своим адресом квартиру 22 в этом доме. В 1925 году, во время НЭПа, Иосиф Карлович Годвод завёл в доме (возможно, в дворовом флигеле) химическое производство, выпускавшее сухие чернила.
«Последний адрес» кассира 8-го почтового отделения Нины Федоровны Бакаевой, о чём 25 февраля 2018 года был установлен памятный знак.
На 2023 год в доме находится Центр сотрудничества со странами азиатско-тихоокеанского региона.